# La Cérémonie (film, 1995)
Pour les articles homonymes, voir La Cérémonie.
Pour plus de détails, voir Fiche technique et Distribution.
La Cérémonie est un film de thriller psychologique franco-allemand de Claude Chabrol, sorti en 1995, adaptation du roman L'Analphabète de Ruth Rendell, lui-même librement inspiré de la célèbre affaire Papin qui vit deux sœurs domestiques assassiner leurs patronnes en 1933, ainsi que de la pièce de Jean Genet, Les Bonnes.

## Synopsis
Sophie (Sandrine Bonnaire) est engagée comme domestique par les Lelièvre, un couple de bourgeois cultivés (Jean-Pierre Cassel et Jacqueline Bisset) qui vivent dans une très belle demeure un peu isolée dans la campagne bretonne. Jeune femme timide et introvertie, Sophie est totalement investie dans son service qu'elle exécute à la perfection. Cependant, certaines tâches la mettent en difficulté face à ses employeurs : elle est analphabète, ce qu'elle cache soigneusement car c'est pour elle une blessure narcissique intolérable. 
Tout en lui dissimulant également son secret, elle se lie d'amitié avec Jeanne (Isabelle Huppert), la postière du bourg, une jeune femme au passé trouble et au comportement suspect : il s'avère que cette dernière ouvre les correspondances et les paquets - au vif mécontentement de Georges Lelièvre qui le constate chaque jour - et voue une haine et une jalousie sans limite aux nantis et spécialement aux Lelièvre, célébrités du spectacle qui sont dans sa ligne de mire. La gentillesse et l'habileté ouvrière de leur fille, Melinda (Virginie Ledoyen), qui notamment lui vient en aide un jour où sa voiture (une antique 2CV) tombe en panne de batterie en pleine campagne, ne l'attendrit pas une minute. 
Progressivement Jeanne monte Sophie contre les Lelièvre. Les deux jeunes femmes ont vite fait de se découvrir une parenté étroite : la première a tué accidentellement sa fillette de quatre ans, la seconde son père infirme et toutes deux ont été accusées de meurtre, mais ont échappé à la condamnation faute de preuves. Graduellement, Jeanne entraîne Sophie dans une révolte latente contre ses patrons. Sophie se met à les espionner.
Le jour même où Melinda se découvre enceinte de son petit ami, elle se rend compte fortuitement de l'analphabétisme de la domestique et lui propose naïvement son aide. Fatale erreur qui va déterminer la tragédie. Ulcérée, Sophie réplique en menaçant de dévoiler aux parents de Melinda la grossesse de leur fille si elle révèle son secret.  La jeune fille décide de tout raconter à ses parents. Son père, déjà indisposé par la proximité entre sa domestique et la postière qu'il exècre, informe immédiatement Sophie qu'il lui donne ses huit jours en raison de son acte de chantage. La jeune femme se tourne vers son amie qui prend fait et cause pour elle et lui propose de l'accueillir chez elle.
Afin de récupérer ses affaires, Sophie et Jeanne se rendent le soir même à l'improviste chez les Lelièvre qui n'entendent pas les deux femmes, car, grands amateurs d'opéra,  ils écoutent le Don Giovanni de Mozart à la télévision. Jeanne, par vengeance, entreprend de saccager la maison, avec la complicité de Sophie qui la suit dans sa folie destructrice. Puis vient à Jeanne l'idée de "les terroriser" à l'aide des fusils de chasse accrochés au mur. Mais le leadership s'inverse et c'est Sophie qui lui montre comment armer les fusils et qui abat Georges Lelièvre et l'achève alors qu'il vient de les surprendre à l'entracte. Elle prend désormais la conduite des évènements et, dans la foulée, les deux femmes tuent également le reste de la famille : le fils, Gilles, puis la mère, Catherine, et la fille, Mélinda. La scène du meurtre de la famille se déroule au début du second acte, au son de la sérénade du faux Don Juan avec accompagnement de mandoline.
Après leur crime, Jeanne se défile et prend congé de Sophie qui va "tout ranger" avant de prévenir la gendarmerie. Mais elle jette son dévolu sur le magnétophone à cassettes que le fiancé de Melinda venait d’offrir à cette dernière et l'emporte. Or à la sortie de la propriété des Lelièvre, sa voiture tombe une fois de plus en panne de batterie, cette fois en travers de la route. C'est en tentant de redémarrer sa voiture que Jeanne meurt, percutée de plein fouet par la camionnette de l'abbé qui n'a pu la voir dans le tournant et dans l'obscurité nocturne. L'un des gendarmes arrivés sur les lieux de l'accident trouve l'appareil volé et lance la lecture de son contenu audio : on entend le son du second acte de l'opéra que les Lelièvre suivaient dans leur salon. Ils avaient en effet enregistré l'opéra avec ce petit appareil et le son de la fusillade et la discussion entre Jeanne et Sophie après leur crime ont donc été captés à leur insu. Sophie, qui venait accueillir les gendarmes, découvre la scène et, inaperçue en arrière-plan, choisit de disparaître dans la nuit, seule et totalement démunie, et cette fois assurée de l'impossibilité d'échapper à sa condamnation.

## Fiche technique
- Titre original : La Cérémonie
- Réalisateur : Claude Chabrol
- Scénario : Claude Chabrol et Caroline Eliacheff, d'après le roman de Ruth Rendell, L'Analphabète (A Judgement in Stone)
- Direction artistique : Daniel Mercier
- Décors : Daniel Mercier
- Costumes : Corinne Jorry
- Photographie : Bernard Zitzermann
- Son : Jean-Bernard Thomasson, Claude Villand
- Musique originale : Matthieu Chabrol
- Musique additionnelle : Wolfgang Amadeus Mozart
- Montage : Monique Fardoulis
- Scripte : Aurore Chabrol
- Production : Marin Karmitz
- Sociétés de production :

MK2 Productions, France 3 Cinéma, Prokino Filmproduktion, Olga-Film, ZDF
- Société de distribution : MK2 Diffusion
- Pays de production :  France,  Allemagne
- Langue originale : français
- Format : couleur (Eastmancolor) — 35 mm — 1,66:1 — son Dolby numérique
- Genre : drame
- Durée : 111 minutes
- Date de sortie : 
  - France : 30 août 1995
- Tournage : de janvier 1995 au 4 mars 1995 en Ille-et-Vilaine à Saint-Malo et à Saint-Coulomb.

## Distribution
- Sandrine Bonnaire : Sophie Bonhomme, la bonne
- Isabelle Huppert : Jeanne Marchal, la postière
- Jacqueline Bisset : Catherine Lelièvre, la mère de famille
- Jean-Pierre Cassel : Gorgo, alias Georges Lelièvre, le père de famille
- Virginie Ledoyen : Mélinda Lelièvre, la fille de Georges
- Valentin Merlet : Gilles Lelièvre, le fils de Catherine
- Jean-François Perrier : l'abbé Lelgouarc'h
- Julien Rochefort : Jérémie
- Dominique Frot : Madame Lantier
- Christophe Lemoine : le marchand de lunettes
- Yves Verhoeven : le livreur
- Mélanie Maudran
- Jean-Pierre Descheix : un invité à l'anniversaire
- David Gabison : un invité à l'anniversaire
- Pierre Gondard

## Distinctions

### Récompenses
- Mostra de Venise 1995 : Coupe Volpi de la meilleure actrice pour Sandrine Bonnaire et Isabelle Huppert
- César 1996 : meilleure actrice pour Isabelle Huppert
- 1995 : Festival international du film de Toronto : prix Metro Media
- 1997 : New York Film Critics Circle Awards : meilleur film étranger
- 1997 : National Society of Film Critics Awards : meilleur film étranger

### Nominations
- César 1996
  - Nomination meilleur film
  - Nomination meilleur réalisateur : Claude Chabrol
  - Nomination meilleure actrice : Sandrine Bonnaire
  - Nomination meilleur acteur dans un second rôle : Jean-Pierre Cassel
  - Nomination meilleure actrice dans un second rôle : Jacqueline Bisset
  - Nomination meilleur scénario original ou adaptation : Claude Chabrol, Caroline Eliacheff

## Commentaires
« Le film La Cérémonie est à la fois par son titre une citation de la pièce et un hommage à Jean Genet. Mais un certain réalisme que d’aucuns qualifient de « à la française » montre crûment le massacre par les deux complices, Sophie la blonde et Jeanne la rousse, d’une famille entière de la bourgeoisie malouine, les Lelièvre, autre allusion, cette fois à l’affaire des sœurs Papin, puisque la jeune patronne des deux psychopathes avait fini comme un civet de lapin, et que les victimes du film ne pouvaient que se nommer les Lelièvre. Mais on connaît l’humour très noir et très provocateur de Claude Chabrol, et son goût pour la bonne cuisine… »

« Il ne s’agit pas de mettre de la psychologie dans le film, c’est juste de la cohérence. Au cinéma, cette cohérence s’exprime par les corps, et pas par le dialogue… Il ne s’agissait pas de faire un film dit psychologique. Claude Chabrol n’était pas intéressé par la psychanalyse… »

— Caroline Eliacheff

## Accueil
« Tout ça finira mal, aucun doute. Mais Hitchcock nous l'a bien appris : c'est justement cette certitude qui fait naître la peur. L'angoisse naît moins de la catastrophe qui survient que de l'attente intolérable qui la précède. Et, donc, avec la perversité qu'on lui connaît et cette sorte d'élégance implacable qu'il atteint, parfois, Chabrol va faire de cette danse de mort une "cérémonie" funèbre. Un suspense de classe. […] Mais il suffit d'un secret découvert, cet analphabétisme, dont Chabrol joue en orfèvre pour que le fragile équilibre se rompe et que l'horreur se déchaîne. Chabrol est beaucoup trop malin pour songer à se prendre au sérieux. Son film est un divertissement. Brillant. Mais c'est, peut-être, aussi, un avertissement. Qui suggère, mais comme ça, mine de rien, que tout pourrait péter un jour. Que tout pétera sûrement. Et qu'il n'y aura, alors, ni remords ni regrets. »

— Pierre Murat, Télérama, août 1995

### Article
- Une analyse politique du film par Mehdi Benallal